# .example
.example — общий домен верхнего уровня. Зарезервирован Internet Engineering Task Force (англ. IETF) в RFC 2606 в июне 1999 года для доменов, которые следует использовать в качестве примеров (например, в документации), а также для тестирования. Не предназначен для установки в качестве домена верхнего уровня в глобальной системе доменных имён (DNS).
Другие зарезервированные домены: .invalid, .localhost, .test.
Эти общие домены верхнего уровня были зарезервированы для снижения вероятности конфликтов и путаницы. Таким образом, эти имена можно использовать в качестве примеров (например, в документации) или для тестирования.